# 示非拉
示非拉  是以色列中南部的一塊區域，位于犹大山脉和以色列沿海平原之间。 
示非拉境內有许多农场，阿什杜德、阿什凯隆、雷霍沃特、貝特謝梅什和迦特镇等城市位於示非拉周邊。
圣经裡面提到示非拉的土地主要分给了犹大支派和但支派這两个部落。